# Stanisław Piekarski (zm. 1635)
Stanisław Piekarski herbu Rola (zm. w 1635 roku) – podsędek brzeskokujawski w latach 1622-1634.
Poseł na sejm 1634 roku.